# Lauren Vélez
Lauren Vélez (New York, 2 november 1964) is een Amerikaans actrice van Puerto Ricaanse afkomst. Ze werd in 1995 genomineerd voor een Independent Spirit Award voor haar hoofdrol als Lisette Linares in de tragikomedie I Like It Like That, waarin ze haar film- en acteerdebuut maakte. Daarnaast werd Vélez in 2009, 2010, 2011 en 2012 samen met de gehele cast van de misdaadserie Dexter genomineerd voor een Screen Actors Guild Award. Daarin speelde van 2006 tot en met 2012 agent Maria Laguerta.
Een van Vélez' collega's in de vaste cast van Dexter was David Zayas, die eerder samen met haar tot de cast van de gevangenisserie Oz behoorde. Voordat Vélez gecast werd voor Dexter, speelde ze al wederkerende personages in meer dan honderd afleveringen van andere televisieseries, waarvan die als Nina Moreno in de politieserie New York Undercover en die als Dr. Gloria Nathan in Oz het meest omvangrijk waren.
Vélez heeft een tweelingzus genaamd Loraine Velez, die in verschillende televisieseries eenmalige gastrolletjes speelde.

## Filmografie
*Exclusief televisiefilms
- Spider-Man: Across the Spider-Verse (2023, stem)
- Ana (2020)
- Shaft (2019)
- Swallow (2019)
- Windows on the World (2019)
- Spider-Man: Into the Spider-Verse (2018, stem)
- The First Purge (2018)
- Officer Downe (2016)
- Adrift (2016)
- Rosewood Lane (2011)
- Serial (2007)
- Prison Song (2001)
- Prince of Central Park (2000)
- The LaMastas (1998)
- Buscando un sueño (1997, aka In Search of a Dream)
- I Think I Do (1997)
- City Hall (1996)
- I Like It Like That (1994)

## Televisieseries
*Exclusief eenmalige gastrollen
- Blue Bloods - Veronica Molina (2017-2018, 2 afleveringen)
- MacGyver - Cassandra Glover (2017, 3 afleveringen)
- How to Get Away with Murder - Soraya Hargrove (2016-2017, 11 afleveringen)
- South of Hell - Tetra (2015, 17 afleveringen)
- Dexter - Lt. Maria Laguerta (2006-2012, 84 afleveringen)
- Ugly Betty - Elena (2009, zeven afleveringen)
- Numb3rs - Claudia Gomez (2006-2007, drie afleveringen)
- Law & Order: Special Victims Unit - Attorney Shamal (2004, twee afleveringen)
- Dragnet - Det. Denise Beltran (2003, twee afleveringen)
- Oz - Dr. Gloria Nathan (1997-2003, 42 afleveringen)
- New York Undercover - Det. Nina Moreno (1995-1998, 48 afleveringen)

## Privé
Vélez trouwde in 1993 met Mark Gordon. Hun huwelijk kwam in 2015 ten einde.
- Biblioteca Nacional de España: XX1169153
- Gemeinsame Normdatei: 1207118567
- International Standard Name Identifier: 0000 0001 1944 3985
- Library of Congress Control Number: no00067096
- Nederlandse Thesaurus van Auteursnamen: 142079707
- Virtual International Authority File: 11853327
- WorldCat: E39PBJtmwjP9Y79gFK7qy3VBfq